# Kim Ho-sun
Kim Ho-sun (koreanisch 김호순;* 1926; † unbekannt) war ein südkoreanischer Radrennfahrer.

## Sportliche Laufbahn
Kim Ho-sun war im Straßenradsport aktiv und Teilnehmer der Olympischen Sommerspiele 1952 in Helsinki. Er startete im olympischen Straßenrennen und beendete das Rennen nicht. In der Mannschaftswertung kam Südkorea mit Kim Ho-sun, Im Sang-jo, und Gwon Ik-hyeon nicht in die Wertung, da alle drei Fahrer ausgeschieden waren. 
Bei den Olympischen Sommerspielen 1956 in Melbourne kam er im olympischen Straßenrennen auf den 37. Rang und beendete als einziger Fahrer seiner Mannschaft das Rennen.
Bei den Asienspielen 1958 in Tokio gewann er die Mannschaftswertung des Straßenrennens und die Bronzemedaille im Einzelrennen.